# Wilhelm Maas (Politiker)
Wilhelm Maas (* 3. März 1922 in Moers; † 4. August 1993) war ein deutscher Politiker (FDP, dann CDU).

## Ausbildung und Beruf
Wilhelm Maas besuchte die Volksschule und die Berufsschule. Sein Abitur erlangte er in der Kriegsgefangenschaft. 1940 legte er die Handlungsgehilfenprüfung und 1950 die Facharbeiterprüfung ab. 1952 folgte die Meisterprüfung als Sägewerksmeister und im Anschluss arbeitete Maas als Betriebsleiter. Ab 1952 wurde er selbständig. Er war Hauptgesellschafter einer Baugesellschaft und Inhaber einer Baustoffhandlung.

## Politik
Wilhelm Maas war von 1954 bis 1970 Mitglied der FDP. Er wirkte als Kreisvorsitzender in Moers von 1965 bis 1970, als Bezirksvorsitzender der FDP Niederrhein und als Mitglied des Landesvorstandes von 1966 bis 1970. Ab 1956 war er Ratsmitglied der Stadt Moers und hier auch von 1957 bis 1970 Fraktionsvorsitzender. Maas war Mitbegründer der National-Liberalen Aktion (NLA) und deren stellvertretender Landesvorsitzender. 
Maas war vom 25. Juli 1966 bis zum 27. Mai 1975 Mitglied des 6. und 7. Landtages von Nordrhein-Westfalen, in den er jeweils über die Landesliste einzog.
Am 9. Oktober 1970 trat Maas aus der FDP und damit auch aus der FDP-Fraktion aus. Bis zum 2. Dezember 1971 war er fraktionslos, danach trat er zur CDU über und der CDU-Fraktion des Landtags bei.
Er war ebenfalls Vorsitzender des Haus- und Grundeigentümervereins e.V. Moers.